# 卡寧德尤省
卡寧德尤省 （Canindeyú）是巴拉圭的一個省，位於該國東部。面積 14,667平方公里，2002年人口 140,551人。首府薩爾托德爾瓜。
下分10縣。